# BKF

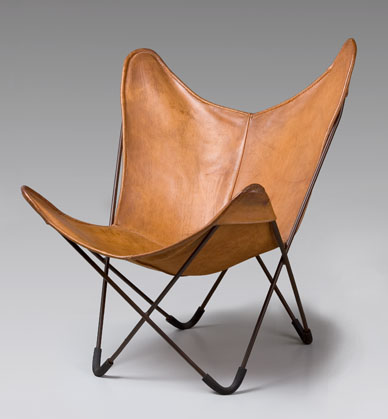
Silla BKF

La silla BKF, también conocida como "Butterfly" ("mariposa" en inglés), es una silla de acero y cuero diseñada en Buenos Aires (Argentina) por los arquitectos Bonet, Kurchan y Ferrari, fundadores del colectivo Grupo Austral, al que luego se unieron otros arquitectos, artistas e intelectuales. Se convirtió en el símbolo del diseño nacional argentino en el mundo.

## Creación
Creada a fines de 1938 en Buenos Aires (Argentina) por los arquitectos Antonio Bonet, Juan Kurchan y Jorge Ferrari Hardoy, quienes trabajaban con el estudio de Le Corbusier, se desarrolló para un edificio de apartamentos que el grupo había diseñado. La silla
recibió su nombre de las iniciales de los apellidos de los arquitectos (Bonet, Kurchan y Ferrari).
Diseñada en un principio por Jorge Ferrari Hardoy, fue presentada por sus socios Juan Kurchan y Antonio Bonet como de diseño de Ferrari Hardoy en el tercer Salón de Artistas Decoradores de Buenos Aires en 1940. 
En la ocasión, el grupo envió una nota al salón indicando la autoría de Ferrari. De todas formas, se la conocería como "silla BKF".

## Materiales
La estructura de la silla está construida en hierro redondo macizo de 12.7mm de diámetro, fabricado con dobladoras hidráulicas semiautomáticas de precisión, para realizar el curvado. Todas las uniones se hacen con máquinas automáticas y la terminación es pulida a mano. La pintura es del tipo epoxi de cocción a alta temperatura. El tratamiento laminar envuelve plásticamente a la estructura. 

### Funcionamiento
El peso recae sobre una leve estructura de acero y el cuerpo de la silla se basa en una pieza de cuero. Ferrari Hardoy tomó muchas de sus ideas de su estancia en el gabinete de Le Corbusier en París y realizó en la cumbre de su carrera esta silla, una de las más copiadas con el transcurso de los años. Al sentarse, el peso del cuerpo de una persona puede adoptar varias posiciones desestructuradas y experimentar la sensación de estar como en una hamaca. Su morfología estructural entrega un dinamismo constante, que se contrapone a la acción de descanso. La silla BKF impulsa a la persona a dejarse caer en su asiento, recostarse, hasta de una posición fetal.

## Influencia

Tripolina italiana, años 30.

Existe una antecesora parecida, la Tripolina, aunque no consta que los autores del BKF tuvieran conocimiento de ella. Este es un asiento plegable de campaña, con estructura de madera y cubierta de lona, que utilizaba el ejército inglés en el siglo XIX, patentada por un constructor inglés en 1877 y luego bautizada "tripolina" por Trípoli, la capital de la Libia italiana, al fabricarla en serie en la década del 30 del siglo XX. Está hecho de 10 piezas de madera, unidas por elementos de metal articulados, y una funda de tela o cuero en versiones posteriores.

### Plagio
También es conocida por el nombre de "Butterfly" o "mariposa", nombre con el que se la fabricó ilegalmente en Estados Unidos. El diseño fue reproducido en un principio por la firma Artek-Pascoe, hasta que en 1945 la empresa estadounidense Knoll la lanzó a la fama. En los años 50, diversos fabricantes bajo diferentes nombres produjeron más de cinco millones de sillas BKF. En el modelo original, el peso del cuerpo recae al sentarse sobre una funda de cuero que se apoya en una estructura fija de acero. Sin embargo, durante estos años fue reproducida y copiada en distintos tipos de materiales y hoy se la puede encontrar en texturas y colores muy diferentes.

### Homenajes
Es una de las sillas más célebres del siglo XX y forma parte de la colección del Museo de Arte Moderno de Nueva York.

### Reinterpretación
- En el año 1999 Big BKF Buenos Aires realizó el primer diseño desarmable de la silla BKF, dejando las curvas traseras en ángulo recto para una mayor comodidad pero respetando la estética de la silla original. El armazón es muy sencillo de armar y la funda de cuero está realizada utilizando cuero argentino curtido vegetal.
- En el año 2002, en un concurso celebrado en Buenos Aires, se presenta un prototipo que establece una síntesis entre la silla Tripolina y el BKF. Con 8 piezas de madera en lugar de las 12 de la Tripolina, es también una versión plegable de la BKF. El desarrollo de este prototipo dio nacimiento al sillón GLIF, una pieza de alta calidad de diseño y elaboración, que se presentó por primera vez al público en París en 2015. Actualmente se produce en Argentina.

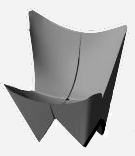
BKF 2000

- El BKF 2000 es una versión para exteriores que se utiliza en plazas de Buenos Aires. Mediante una nueva materialidad de hormigón armado logra alcanzar los requerimientos de un producto público, manteniendo la característica geometría del diseño original y confiriéndole una vida útil indefinida.
- En 2020 la marca argentina ProyectoBKF presenta un exclusivo modelo de estructura de acero desarmable que respeta al modelo original, libre de herrajes y con encastres ocultos, lo cual permite facilidad de armado y transportabilidad para el usuario, conservando las cualidades estéticas del diseño tradicional.
- Además, la familia Kurchan produce en Argentina, y en pequeña escala, una BKF que es copia fiel de la original, conocida como "bkf.kurchan".
- EN México, la empresa Soluciones Ferreteras de México sa de cv, fabrica desde hace varios años una réplica exacta de la silla Bkf.

## Especificaciones
- Diseñadores: Arquitectos Antonio Bonet, Juan Kurchan y Jorge Ferrari Hardoy
- Fecha: 1938
- País: Argentina
- Materiales: Estructura de acero pintado y cuero de bovino.
- Estilo: Moderno
- Dimensiones: 75x75x75cm (alto/ancho/profundidad)
- Colores: natural, negro, blanco, rojo y marfil.